# Hale, Greater Manchester
Hale är en ort i distriktet Trafford i Storbritannien. Den ligger i grevskapet Greater Manchester och riksdelen England, i den centrala delen av landet, 250 km nordväst om huvudstaden London. Hale ligger 47 meter över havet och antalet invånare är 15 315. Staden nämndes i Domedagsboken (Domesday Book) år 1086, och kallades då Hale.
Terrängen runt Hale är platt. Runt Hale är det mycket tätbefolkat, med 1 135 invånare per kvadratkilometer. Närmaste större samhälle är Manchester, 13,0 km nordost om Hale. Runt Hale är det i huvudsak tätbebyggt.